# The White Album
The Beatles (kendes ofte under titlen The White Album) er det niende album fra The Beatles og blev udgivet i 1968. Det er det fjerde i rækken af bandets klassiske album. Det er ligeledes bandets første og eneste dobbeltalbum og indeholder ikke mindre end 30 sange.
Abummets uofficielle titel skyldes, at pladeomslaget er fuldstændig hvidt – kun gruppens navn står lidt skødesløst trykt en anelse skråt på forsiden, mens der ingenting står på bagsiden. I midteropslaget er der dog en helt simpel liste med numrene samt fire billeder: et af hver af gruppens medlemmer. Omslaget er designet af Richard Hamilton.
Det var sikkert ikke tilfældigt, at der er fire enkeltbilleder og ikke et gruppebillede. Sagen var, at skønt de enkelte medlemmer var meget kreative i perioden, var der store gnidninger på tværs i gruppen.
Alt dette hørte offentligheden ikke noget om, og da albummet udkom, blev det anset for et af de bedste, der nogensinde er udgivet, idet det står i direkte kontrast til Sgt. Pepper's Lonely Hearts Club Band ved at være et mere back-to-basics album.

## Sange

### Side 1
1. Back in the U.S.S.R.
2. Dear Prudence
3. Glass Onion
4. Ob-La-Di, Ob-La-Da
5. Wild Honey Pie
6. The Continuing Story of Bungalow Bill
7. While My Guitar Gently Weeps
8. Happiness is a Warm Gun

### Side 2
1. Martha My Dear
2. I'm So Tired
3. Blackbird
4. Piggies
5. Rocky Racoon
6. Don't Pass Me By
7. Why don't we do it in the road?
8. I Will
9. Julia

### Side 3
1. Birthday
2. Yer Blues
3. Mother Nature's Son
4. Everybody's Got Something to Hide Except Me and My Monkey
5. Sexy Sadie
6. Helter Skelter
7. Long, Long, Long

### Side 4
1. Revolution 1
2. Honey Pie
3. Savoy Truffle
4. Cry Baby Cry
5. Revolution 9
6. Good Night